# Bretnig-Hauswalde
Bretnig-Hauswalde és un municipi alemany que pertany a l'estat de Saxònia. Es troba a 30 kilòmetres de Dresden, a 11 km al nord-oest de Bischofswerda i a uns 15 km al sud de Kamenz.

## Demografia
| Any  | Població |
| ---- | -------- |
| 1600 | ca. 200  |
| 1743 | 500      |
| 1834 | 1.252    |
| 1939 | 2.999    |
| 2003 | 3.228    |
| 2005 | 3.221    |
| 2006 | 3.189    |
| 2008 | 3.135    |